# 林愛夏
林 愛夏（はやし まなつ、1995年〈平成7年〉7月14日 - ）は、日本の女優、歌手。神奈川県出身。劇団四季所属。女性アイドルグループ・ベイビーレイズJAPANの元メンバー。

## 人物・略歴
- 2001年にドラマ『たのしい幼稚園』（TBS）で子役デビュー。
- 2012年5月、菊地亜美（当時アイドリング!!!）が「パイセン（先輩）」役を務めるレプロエンタテインメントの新アイドルグループ「ベイビーレイズ」（現ベイビーレイズJAPAN）に選抜される。主な立ち位置はセンターであることが多い。目標は、「ベイビーレイズのCDが出るたびに、オリコン10位内に入るようになること」としている。
- メンバーの高見奈央とは現在の事務所に所属した時期が同時期だった。
- PASSPO☆の槙田紗子とは幼稚園か小学校に通っていた時期からずっと一緒にダンスを習っており、親子同士で仲良しだという。
- 好きな色は水色。
- ニックネームは「愛夏（まなつ）」だが、「浅草ベビ9」出演以降は「まなっちゃん」と呼ばれる事も多くなっている。
- 結成当初から暫くは黒髪だったが、2015年2月頃から髪を染めて金髪にしている。その理由として「ベイビーレイズ」が「ベイビーレイズJAPAN」へと改名して始動する際に、「今までのままじゃダメだ、何か自分で意識を高められることはないか」という思いに駆られ、「本気なんだっていうのが伝わって欲しい」「自分が金髪になってアピールする事によって、ベイビーレイズJAPANの事を知っていただけるんじゃないかって思って、本当に覚悟と決意を持って染めた」などといった心境から金髪への変化に至ったという[2][3]。
- 2018年9月24日、ベイビーレイズJAPANが解散。
- 2019年12月22日、YouTubeチャンネル林愛夏の歌うチャンネル開設[4]。
- 2022年1月1日、自身のInstagramにて劇団四季に入団したことを発表した[5]。

## 出演

### テレビ
- ディズニータイム（2008年 - 2010年、テレビ東京） - レギュラー
- えりぬきアイドルがその場で調べるニュースの結論（略して）バラ売り（2016年1月9日 - 2019年11月30日、Kawaiian TV）  - 準レギュラー。途中からアシスタントとしてレギュラー出演。
- アイドルNO編集ぶらり旅 そのまんま流 （2017年2月25日、3月4日、Kawaiian for ひかりTV、Kawaiian for ひかりTV4K）- ゲスト出演
- OHA OHA アニキ（2017年3月16日・23日、テレビ東京） - アシスタント
- 日立 世界・ふしぎ発見!（2018年1月20日、TBS） - ゲスト解答者
- 周遊東京 第二輯（2018年11月16日、無綫電視） - ゲスト

### ドラマ
- TBS愛の劇場『たのしい幼稚園』（2001年）
- 非婚同盟（2009年、 フジテレビ）－伊庭由起子（佐藤仁美）の少女時代 役
- 掟上今日子の備忘録（2015年11月28日、日本テレビ） - 第8話 ウメチャン（アパレルショプ「NASHORN」のスタッフ） 役
- ふらり松尾芭蕉（2016年12月8日・15日・22日、 フジテレビ）- 第6話・第7話・第8話 愛人形（アイドル）役

### 映画
- ハナミズキ（2010年） - 木内美加 役

### アニメ
- カラフル（2010年） - まお 役[6]

### 舞台・ミュージカル
- 劇団四季『ライオンキング』（2005年8月26日 - 2007年9月30日、四季劇場「春」） - ヤングナラ 役（100代目子役）
- 作者をせかす六人の主人公たち（2009年、東京芸術劇場中ホール） - サンデー 役
- ローファーズハイ!!
  - Vol.1（2017年4月11日 - 16日、浅草九劇） - パイセン 役
  - Vol.3（2017年12月16日 - 24日、浅草九劇） - サエ 役
- 劇団ぼるぼっちょ「クラブ・シャーリー」（2018年12月7日 - 22日、ザ☆キッチンNAKANO） - ティモナ役
- 『星屑の町　完結篇』（2019年3月2日 - 24日） 西真理子 役
- ミュージカルコンサート「l LOVE MUSICAL」（2019年5月5日、6日、第一生命ホール）
- 劇団ぼるぼっちょ×HMC「パンピスの森」（2019年5月22日 - 6月2日、浅草九劇）主演・ベルーカ役
- 鏡の法則（2019年9月18日 - 30日、東京映画・俳優&放送芸術専門学校 １階特設ステージ） - 栄子（少女期） 役
- 劇団四季『マンマ・ミーア!』（2020年、KAAT 神奈川芸術劇場） - リサ 役
- ハウ・トゥー・サクシード（2020年9月4日 - 20日 / 10月3日 - 9日、東急シアターオーブ/オリックス劇場） - スミティ 役
  - ハウ・トゥー・サクシード（2021年11月20日 - 12月7日 / 12月14日 - 16日、東急シアターオーブ/オリックス劇場） - スミティ 役[7]
- きみはいい人、チャーリー・ブラウン（2021年3月30日 - 4月11日、シアタークリエ） - サリー 役
- A New Musical『ゆびさきと恋々』 （2021年6月4日 - 13日、本多劇場） - りん 役[8]

### CM・広告
- 大阪ガス
- 明治乳業「明治ブルガリアヨーグルト つづいていくもの篇」
- 神明 「0.6ライスブランオイル」（2018年8月 - ） - 挿入歌「明日の願い」を歌唱
- 河合塾wings
- AbemaTV「Abema Morning」(ネット配信番組・2019年)

### ミュージックビデオ
- 松山千春「あの日の僕等」（2014年）

### VHS
- 教育ビデオ「しまじろう」

### ラジオ
- ミュ〜コミ+プラス（2020年4月21日、ニッポン放送） - 2019新型コロナウイルス感染症拡大防止の為、LINE電話によるゲスト出演。
- 大矢・高見のしゃべりスタ!（2021年1月20日、27日、ラジオ日本）ゲストパーソナリティとして出演。

## イベント開催
- 林愛夏の音楽発表会（2018年2月13日、白金高輪SELENE b2）
- 林愛夏の音楽準備室2 LIVE（2018年3月27日、恵比寿CreAto）
- HMC vol.24 林愛夏 Birthday Live（2019年7月20日、赤羽ReNY）- 2部制で開催。
- HMC presents メリークリスマスショー2019（2019年12月22日、新宿ReNY）- 2部制で開催。

## ネット配信
- 林愛夏の音楽準備室（2017年9月[9] - 12月[10]、FRESH!）
- 林愛夏の音楽準備室2（2018年1月[11] - 3月[12]、FRESH!）
- 林愛夏のうにょうにょルーム（2018年4月[13] - 2019年6月、FRESH!）

## 書籍
- DiaDaisy（2010年、小学館） - 専属モデル
- STAR WARS LUKE & YODA SPECIAL BOOK（2018年4月27日、宝島社）
- SOLO A STAR WARS STORY(TM) SPECIAL BOOK（2018年6月22日、宝島社）
- 横浜ウォーカー 2018夏（2018年7月19日、KADOKAWA） - ラーメン女子部活動中! Vol.34